# Quercus glaucoides
Quercus glaucoides är en bokväxtart som beskrevs av Martin Martens och Henri Guillaume Galeotti. Quercus glaucoides ingår i släktet ekar, och familjen bokväxter. Inga underarter finns listade.